# Posse
Eine Posse ist ein Bühnenstück, das auf Verwechslungen, ulkigen Zufällen und unwahrscheinlichen Übertreibungen aufgebaut ist und durch derbe Komik Lachen erzeugen soll. 
Im modernen Sprachgebrauch wird der Begriff in übertragenem Sinn auch genutzt, um als grotesk empfundene Vorgänge in Gesellschaft und Politik zu beschreiben. Der Begriff Provinzposse beschreibt Auseinandersetzungen, die als kleinlich und engstirnig empfunden werden.

## Struktur
Frühe Possen waren die Haupt- und Staatsaktionen um 1700, die der theatralischen Parodie nahestanden, weil sie sich an höfische Tragödien anlehnten, aber auch viele improvisierte Elemente enthielten (Stegreiftheater). Spätere Possen bestanden meist aus drei Akten. Die Posse galt als populäres, privatwirtschaftliches Gegenstück zur höfischen Komödie. Deshalb war sie weniger angesehen als diese. So gab es seit dem 18. Jahrhundert zahlreiche Versuche, bürgerliche Komödien zu entwickeln, die keine Possen waren, wie zum Beispiel das Lustspiel. Die meisten deutschen Possen waren Übertragungen aus dem Französischen, weil die Mehrzahl der Stücke in Paris produziert wurde und das Urheberrecht bis zur Mitte des 19. Jahrhunderts noch wenig ausgeprägt war.

## Ursprünge
In der Antike war das Satyrspiel eine Art Posse, auch die Komik des Aristophanes hat etwas Possenhaftes.
Die Posse der Neuzeit hat sich aus dem Fastnachtsspiel des 16. Jahrhunderts und aus der Commedia dell’arte (italienische Stegreifkomödie) entwickelt. Eine weitere Quelle der Posse sind Puppenspiele. Bis zum Ende des 18. Jahrhunderts steht im Mittelpunkt der Posse eine lustige Person (Hanswurst, Kasper, Harlekin). Weil die Zensur den gesamten Text vor der Aufführung kontrollieren wollte, wurde die teilweise improvisierte Posse um die Zeit der französischen Revolution zum schriftlich festgehaltenen Volksstück.

## 18. Jahrhundert
Wie allgemein im Barocktheater spielen Bühnenillusionen eine wichtige Rolle, und der Text ist oft nur Mittel zum Zweck. Das Pariser Jahrmarktstheater war das europäische Zentrum für viele Gattungen des Unterhaltungstheaters, die sich auch im deutschsprachigen Raum verbreiteten. Im Freilichttheater oder in den Komödiantenbuden waren die bühnentechnischen Mittel beschränkt. Dagegen entstanden in Wien ähnlich wie in Paris auf dem Boulevard du Temple schon im 18. Jahrhundert „stehende Bühnen“ für das Volkstheater (Wiener Vorstadttheater), was die Produktion neuer Stücke förderte.
Die älteren Possen stehen dem Zauberspiel bzw. der Maschinenkomödie nahe oder haben als Besserungsstücke einen moralistischen Inhalt, der zum anständigen Leben ermahnt und gerade dadurch eine Plattform für obszöne Scherze oder politische Provokationen schafft. Die Posse hat ein Happyend wie die zustande gekommene Heirat oder die eingetretene Besserung. Viele Possen sind Parodien oder Travestien höfischer Tragödien.

## 19. Jahrhundert
Den Höhepunkt dieses Genres bilden Johann Nestroys Stücke des Alt-Wiener Volkstheaters, etwa Der böse Geist Lumpacivagabundus (1833) – ein Stück, das zwar noch Elemente des Fauststoffs und eine barocke Rahmenhandlung enthält, aber diese Eigenschaften der älteren Possen verspottet. Die liederlichen Handwerksgesellen darin bleiben unverbesserlich, die Märchen- und Zauberelemente der Handlung werden zum naiven, altmodischen Plunder. Nestroy verteidigt die lächerliche Posse gegenüber dem höherrangigen bürgerlichen Lustspiel, das sich im Burgtheater einbürgerte, und gibt ihr durch satirische Sprachspiele einen intellektuellen Anstrich. Darin schlugen sich Einflüsse des scharfzüngigen Pariser Vaudevilles nieder, das damals beliebt war.
Die modernere Lokalposse ist realistischer und spielt auf regionale Besonderheiten an, wie Dialekte und geografische Verhältnisse. Oft ist dieses Lokalkolorit austauschbar und lässt sich leicht auf andere Regionen übertragen. Die Helden der Lokalposse sind meist kleinbürgerlicher Herkunft. Gesellschaftliche Unterschiede und finanzielle Verhältnisse werden zum Thema gemacht. Adlige werden eher verspottet. Als beispielhaft für diesen Typus der Posse gilt der Datterich von Ernst Elias Niebergall. Die Traditionen der Parodie und der Travestie gab es nach wie vor. – Auch die Berliner Lokalposse mit Vertretern wie David Kalisch kam seit der Gründung des Königsstädtischen Theaters zu Bedeutung. 
Die Posse ist fast immer mit Gesang verbunden, eines ihrer Merkmale ist das eingängige Couplet, das die Handlung unterbricht und sich an die Zuschauer wendet. Außerdem kann sie zahlreiche Chöre und Tänze enthalten, steht also dem Musiktheater nahe. Ihr ging eine ausgedehnte, von einem Sinfonieorchester gespielte Ouvertüre voran. Nach 1850 ist die Posse eng mit der Operette und dem Schwank verwandt. Franz Lehár etwa glaubte sich mit seinen Wiener Operetten von der Posse distanzieren zu müssen. Im 20. Jahrhundert übernimmt der Film einen Großteil der Possentraditionen.